# South Zeal
South Zeal är en by i West Devon i Devon i England. Byn ligger 26,8 km från Exeter. Orten har 903 invånare (2015).